# Hannah Taleb-Bendiab
Pour les articles homonymes, voir Taleb.
Hannah Taleb-Bendiab, née le 24 septembre 1997 à Coventry, est une nageuse algérienne.

## Carrière
Hannah Taleb-Bendiab dispute les Jeux africains de 2015 à Brazzaville, obtenant une médaille de bronze sur 4 × 200 m nage libre.
Elle remporte trois médailles d'or (sur 50, 100 et 200 mètres brasse) ainsi qu'une médaille d'argent sur 4 × 100 m quatre nages aux Championnats arabes de natation 2016 à Dubaï.